# Músculo iliopsoas
O músculo iliopsoas ou músculo psoas-ilíaco compreende os músculos psoas maior e ilíaco. É o mais forte dos flexores da anca.